# ズアオアトリ

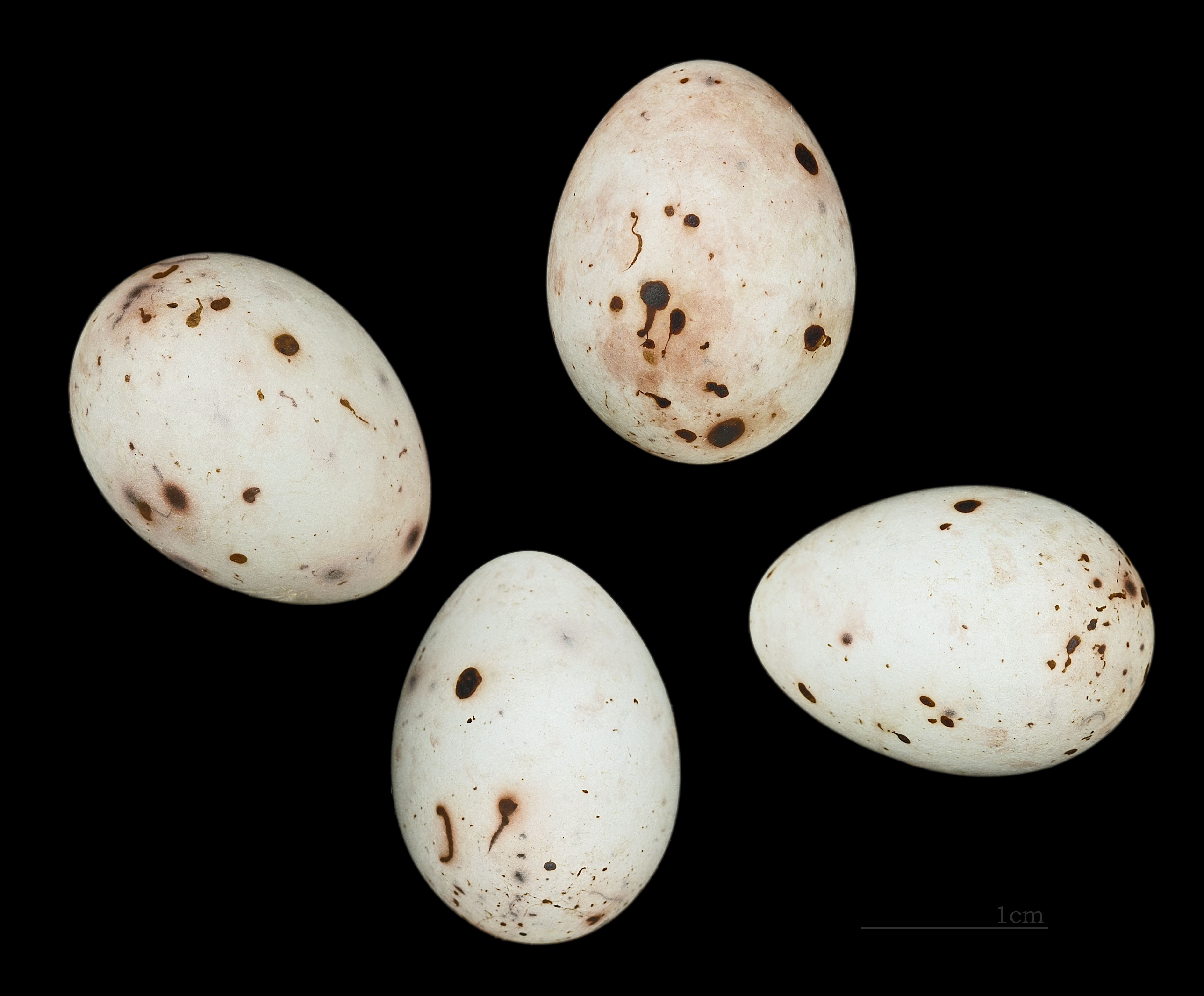
Fringilla coelebs

ズアオアトリ（頭青花鶏、学名：Fringilla coelebs）は、スズメ目アトリ科に分類される鳥類の1種である。

## 分布
ヨーロッパ全域とロシア西部、トルコ、シリア、イラン西部、アフリカ西北部などで繁殖し、北方で繁殖した個体は冬季にアフリカ北部、中央アジア、ロシア西南部などに渡って越冬する。ニュージーランドには周年生息するが、これは人為的に持ち込まれた個体が野生化したものとされている。
日本では、迷鳥として1990年に北海道利尻島で1羽の記録があるのみ。

## 形態
全長約16cm。アトリとほぼ同じ大きさである。雄は額が黒く、頭上から後頸、側頸にかけてが青灰色。顔から喉、腹にかけては茶色だが、下部にいくにつれて淡くなる。腰は緑褐色。雌は全体に灰緑色である。

## 生態
平地から山地の林、農耕地、草地に生息する。
地鳴きはアトリに似ている。

## Status
LEAST CONCERN (IUCN Red List Ver. 3.1 (2001))